# Juventud Guerrera
Eduardo Aníbal González Hernández (Cidade do México, 23 de novembro de 1974), mais conhecido pelo seu ring name Juventud Guerrera, é um lutador de wrestling profissional mexicano, o qual foi conhecido por trabalhar em muitas das grandes promoções norte-americanas (WWE, WCW, ECW e TNA) e as maiores mexicanas (AAA e CMLL), onde está em contrato com a última.

## Carreira
Guerrera apareceu em inúmeras promoções independentes do México, como um wrestler mascarado. A sua primeira luta decorreu em 13 de Março de 1992, na Extreme Championship Wrestling. Assinou contrato com a World Championship Wrestling, onde ficou conhecido como The Juice.
Na WCW, seus títulos foram o Cruiserweight (conquistado por três vezes) e o World Tag Team (conquistado por uma vez). Lutou com máscara até que perdeu uma luta Máscara vs. Título para Chris Jericho.
Após romper seu contrato com a WCW, Guerrera foi para circuitos independentes, antes de assinar o seu contrato com a TNA.
Na Total Nonstop Action Wrestling formou o Team Mexico com outros quatro lutadores mexicanos e conquistaram a TNA 2003 Super X Cup Tournament. Assinou contrato com a WWE em 2005, onde lutou como Juventud, onde foi por duas vezes Campeão de Pesos-Leves, onde derrotou James Maritato, que na época era conhecido como Nunzio, para obter 2 reinados.